# Dinnyés Illés
Dinnyés Illés (1942. február 11. –) labdarúgó, balszélső. Az 1963-64-es kupagyőztesek Európa-kupája döntőjéig jutott MTK csapatának játékosa.

## Pályafutása

### Klubcsapatban
1962 nyarán igazolt a Ferencvárosból a Kőbányai Lombikba. Innen egy év múlva került az MTK-ba. 1964-ben a KEK döntőig jutott csapat tagja volt, Csak egy mérkőzésen lépett pályára, a döntő mérkőzéseken nem játszott. 1964 végén a Budafokba igazolt.

## Sikerei, díjai
- Kupagyőztesek Európa-kupája (KEK)
  - döntős: 1963–64